# Face Off
Face Off – album amerykańskich wokalistów R'n'B – Omariona i Bow Wowa, wydany 11 grudnia 2007 roku.

## Lista utworów
| #  | Tytuł                   | Producent                     | Długość |
| 1  | "Face Off"              | Multi Muzic and Kevin Perry   | 2:10    |
| 2  | "Hoodstar"              | Jordan Suecof                 | 3:17    |
| 3  | "Girlfriend"            |                               | 4:44    |
| 4  | "Hey Baby (Jump Off)"   | Rick Rubin                    | 3:08    |
| 5  | "He Ain't Gotta Know"   | T-Pain                        | 3:56    |
| 6  | "Bachelor Pad"          | Timbaland                     | 3:19    |
| 7  | "Listen"                | Lil Ronnie & Jayshawn Smith   | 4:57    |
| 8  | "Can't Get Tired of Me" | Ric "Rude" Lewis              | 4:10    |
| 9  | "Number Ones"           | The Stereotypes               | 2:52    |
| 10 | "Baby Girl"             | L.T. Hutton & Marques Houston | 3:57    |
| 11 | "Take Off Your Clothes" | Lil Ronnie & Jayshawn Smith   | 3:32    |
| 12 | "Another Girl"          | Jim Jonsin                    | 3:25    |